# Forsa OK
Forsa OK är en orienteringsklubb i Forsa som bildades som en avknoppning från Forsa IF 1994.
Klubben var som mest framgångsrik i slutet på 1990-talet då man erövrade tiotalet SM-medaljer främst genom Lin Thorsell som ingick i juniorlandslaget. 1999 blev klubbens damjuniorlag Sofi Thorsell, Karin Trolin och Lin Thorsell svenska mästare i stafett vid SM på Gotland. Klubben har också tagit medaljer på USM genom Linn Bylars och Simon Andersson.
Forsa OK har också gjort sig känd som framgångsrika arrangörer. Klubben arrangerade Lång-SM 1998 i Ljusdal och SM i klassisk distans 2001 i Sunnanbäck och året därefter en deltävling av elitserien.
Efter SM 2001 utnämndes klubbens främste banläggare Leif Bylars till årets banläggare i landet. Tillsammans med övriga hälsingeklubbar arrangerade Forsa OK 2006 O-Ringens femdagarsorientering i Mohed. Man var också med som arrangörsklubb när O-Ringen 2011 återkom till Hälsingland. I februari 2015 arrangerade Forsa OK SM i skidorientering över sprint- och långdistans med start och mål på skidstadion i Hudiksvall.
Klubbens belönades år 2005 med utmärkelsen Silverkotten, årets ungdomsförening i Sverige, av stiftelsen Skogssportens gynnare. Centrum för verksamheten är klubblokalen Backa på Fyhrvägen i Sörforsa. Vårvintern 2012 rustades klubblokalen så här finns nu både dusch, bastu och omklädningsrum. Backa är också bygdegård som hyrs ut till företag och enskilda. Här finns en större samlingssal för upp till 100 personer.